# 诺基亚3110 classic
诺基亚 3110 classic是诺基亚公司生产的一款手机，优点是性价比较高，但使用较老版本的手机可能会出现白屏现象，只有将操作系统升级到较高版本方能解决问题。

## 引用来源
1. ↑  相关投诉问题：http://www.315ts.net/ts/viewtousu.asp?id=180807%5B%5D